# Bobkingita
La bobkingita es un mineral de la clase de los halogenuros, un hidroxialogenuro de cobre hidratado. Se describió en 2002 utilizando muestras que se habían recogido en 1992 en las escombreras de la cantera de diorita de New Cliffe Hill, Stanton under Bardon, Hinckley and Bosworth, Leicestershire, Reino Unido. Su nombre deriva del de Robert (Bob) J. King (1923-2013), que fue profesor del Departamento de Geología de la Universidad de Leicester y coleccionista de minerales.

## Propiedades físicas y químicas
La bobkingita aparece como cristales tabulares según {001}, habitualmente muy finos, de color azul pálido. Presenta dos planos de exfoliación, una perfecta según {001} y otra buena según {100}. Su estructura está relacionada con la de la atacamita y sus polimorfos.

## Yacimientos
La bobkingita es un mineral muy raro, formado por alteración de minerales de cobre en presencia de iones cloruro, Se conoce solamente en tres localidades en el mundoː la localidad tipo, en Reino Unido, la mina Sounion, en Lavrion, Ática (Grecia) y la mina La Cena del Depósito, en Cerro Minado, Huércal-Overa, Almería (España). Los ejemplares encontrados en España se consideran los mejores del mundo para esta especie.